# Conto de Inverno
Conto de Inverno (Conte d'hiver) é um filme francês de 1992, do gênero romance, realizado por Éric Rohmer.

## Sinopse
Durante as férias de verão, Felice e Charles mantiveram um romance passageiro, ainda que sério. Uma confusão com os endereços fez com que eles perdessem o contacto.
Cinco anos depois, Felice está a morar em Paris, com a sua mãe e uma filha. É inverno, o Natal está próximo, e Felice divide-se entre o relacionamento com o cabeleireiro Maxence e o intelectual Loic. Mas, na verdade, ela não consegue comprometer-se com nenhum dos dois, talvez porque a memória de Charles e a ideia do que poderia ter acontecido se não tivessem perdido contacto ainda pairem acima de tudo.

## Elenco
- Charlotte Vé
- Christiane Desbois.... mãe
- Rosette.... irmã
- Jean-Luc Revol.... cunhado
- Haydée Caillot.... Edwige
- Jean-Claude Bietre.... Quentin
- Marie Rivière.... Dora
- Roger Dumas.... Leontes

## Prémios e nomeações
- Ganhou o Prémio Ecuménico do Júri e o Prémio FIPRESCI no Festival de Berlim.
- Foi nomeado para o Urso de Ouro no Festival de Berlim.